# Erich von dem Bach-Zelewski
Erich von dem Bach-Zelewski (1899. március 1. – 1972. március 8.) a második világháború során a Waffen-SS tagjaként harcolt SS-Obergruppenführeri rangban (fegyvernemi tábornok). Mind a németek, mind a szövetségesek oldalán nagy hírnévre tett szert, mint a front mögötti harcok és partizánháborúk specialistája.
1941-1942-ben az Ukrajnában tevékenykedő Einsatzgruppe C csoportok vezetőjeként nagy hatékonysággal és találékony lelkesedéssel szervezte a zsidók fegyveres legyilkolását, gödrökbe lövését, ennek a vidéknek rettegett parancsnok volt.
Hírnevét annak köszönheti, hogy 1944-ben Heinrich Himmler őt bízta meg a varsói felkelés vérbefojtásával. Az évek során igen jól szervezett és felfegyverzett lengyel Honi Hadsereg tagjai kitartóan harcoltak, mintegy 2 hónapon át. Bach-Zelewskinek sikerült megtörni az ellenállást, újra német felügyelet alá juttatni a várost. Az irányítása alá tartozó katonái ezalatt jelentős számú harcossal és polgári lakossal végeztek, és a harcoló felek rommá lőtték Varsót. 1944. szeptember 30-án Erich von dem Bach-Zelewski átvehette a Lovagkeresztet, amit csak a legsikeresebb német katonáknak ítéltek oda.
Timothy Snyder A véres övezet című 2012-ben kiadott könyve 357. oldalán azt írja, hogy Bach-Zelewski ellenezte Varsó lerombolását, egyeztetéseket folytatott a Honi Hadsereggel, és Varsót a szovjet hadsereg ellen erődként akarta felhassználni. Hitler és Himmler nem értett egyet vele. Bach-Zelewskit áthelyezték, óhaját semmibe vették
1945. augusztus 1-jén amerikai katonák tartóztatták le. Kihallgatták a nürnbergi perben, de nem találták bűnösnek, így 4 év után szabadulhatott. A háború után még egyszer börtönbe került, mivel 1964-ben önként jelentkezett, önmagát megvádolva, az elkövetett cselekedeteivel, valamint rábizonyítottak néhány, az 1930-as években történt politikai gyilkosságot.
15 év börtönre ítélték,1972. március 8-án hunyt el, börtönben, Münchenben.
Bach-Zelewski önmagát 1952-ben tömeggyilkosnak nevezte háborús tettei ( Varsó és Mogiljov zsidóságának leölése miatt ).